# Andrew Tridgell
Andrew Tridgell (* 28. února 1967 Canberra, Austrálie) je australský informatik a počítačový programátor známý především jako autor svobodného protokolu samba a programu rsync. Taktéž je známý za svou propagaci GNU a Open source software politiky.
V roce 1988 vystudoval obor Aplikovaná matematika a fyzika na University of Sydney a v roce 1999 obor Teoretická fyzika na Australian National University v Canberra.